# Qu'est-ce qu'on a tous fait au Bon Dieu?
Qu'est-ce qu'on a tous fait au Bon Dieu? is een Franse film uit 2021, geregisseerd door Philippe de Chauveron.
Deze komedie is de tweede sequel van Qu'est-ce qu'on a fait au Bon Dieu?, de succesrijkste film in Frankrijk in 2014. De eerste sequel, Qu'est-ce qu'on a encore fait au Bon Dieu? dateert uit 2019 en was de succesvolste Franse film in Frankrijk dat jaar.

## Samenvatting
Claude Verneuil is notaris op rust en schrijft nu boeken tijdens zijn vrije tijd, zonder succes overigens. Hij heeft het nog steeds moeilijk om zijn misantropisch gedrag en vooral zijn xenofobe oprispingen onder controle te houden. Ter gelegenheid van hun nakende veertigste huwelijksverjaardag wenst hij alleen een romantisch tête-à-tête met zijn vrouw Marie.
Hij beseft echter niet dat hun vier dochters besloten hebben om een groot verrassingsfeest te organiseren voor hun ouders. Hierbij nodigen die ook de ouders van David, Rachid, Chao en Charles, hun echtgenoten uit: een sefardisch, een Chinees, een Arabisch en een Ivoriaans koppel. Plaats van het gebeuren is het groot familiaal landhuis in Chinon waar de schoonouders zullen overnachten.
Claude en Marie zullen zich dus verplicht zien de ouders van hun schoonzonen onder hun dak te verwelkomen. Dat dit spanningen, geruzie, onhandige uitspraken en gedrag zal teweegbrengen bij zowat iedereen spreekt voor zich. 

## Rolverdeling
| Acteur            | Personage                               |
| ----------------- | --------------------------------------- |
| Christian Clavier | Claude Verneuil                         |
| Chantal Lauby     | Marie Verneuil, de vrouw van Claude     |
| Ary Abittan       | David Benichou                          |
| Alice David       | Odile Verneuil-Benichou                 |
| Medi Sadoun       | Rachid Benassem                         |
| Frédérique Bel    | Isabelle Verneuil-Benassem              |
| Frédéric Chau     | Chao Ling                               |
| Émilie Caen       | Ségolène Verneuil-Ling                  |
| Noom Diawara      | Charles Koffi                           |
| Élodie Fontan     | Laure Verneuil-Koffi                    |
| Jochen Hägele     | Helmut                                  |
| Bing Yin          | Dong Ling, de vader van Chao            |
| Li Heling         | Xhu Ling, de moeder van Chao            |
| Pascal Nzonzi     | André Koffi, de vader van Charles       |
| Salimata Kamate   | Madeleine Koffi, de moeder van Charles  |
| Daniel Russo      | Isaac Benichou, de vader van David      |
| Nanou Garcia      | Sarah Benichou, de moeder van David     |
| Abbes Zahmani     | Mohamed Benassem, de vader van Rachid   |
| Farida Ouchani    | Moktaria Benassem, de moeder van Rachid |

## Release
De film ging in première op 21 december 2021 in Cherbourg-en-Cotentin. De film werd op 6 april 2022 uitgebracht in Frankrijk en België.